# Paamayim Nekudotayim
Der Gültigkeitsbereichsoperator (Scope Resolution Operator) der Skriptsprache PHP wird aus historischen Gründen auch Paamayim Nekudotayim (hebräisch פעמיים נקודתיים [paʔamajim nəkudotajim]) genannt und besteht aus zwei hintereinander gestellten Doppelpunkten (::).
Das bedeutet übersetzt und transkribiert in etwa „zweimal Doppelpunkt“. Nekudotayim (Doppelpunkt) setzt sich aus Nekuda (Punkt, Plural Nekudot) und der Dual-Endung -ayim zusammen. Das Wort Paamayim besteht aus Paam (multiplizieren) und wieder der Endung -ayim.
Die Verwendung des Operators erlaubt es, auf Konstanten, statische Variablen oder statische Methoden einer Klasse zuzugreifen.

## Beispiel
```
<?php

// Definition der Klasse 'Mathe'

class
 
Mathe
 
{

     
const
 
PI
 
=
 
3.141592653589
;

}

// Ausgabe von PI ohne eine Instanz der Klasse einzurichten

echo
 
Mathe
::
PI
;

?>

```

Das Beispiel definiert eine neue Klasse mit dem Namen „Mathe“ und der Konstanten „PI“ die dem Näherungswert für die Kreiszahl π speichert. Anschließend wird außerhalb der Klasse mittels des Gültigkeitsoperators auf die Konstante zugegriffen und mit echo ausgegeben, ohne vorher eine Instanz der Klasse zu erzeugen.

## Herkunft
Die Zend Engine, der PHP-Interpreter, der ab Version 3.0 zum Ausführen der Programmiersprache PHP verwendet wird, wurde von den israelischen Entwicklern Andi Gutmans und Zeev Zuraski programmiert.